# Ronde van Italië 2010/Twintigste etappe
De twintigste etappe van de Ronde van Italië 2010 werd verreden op 29 mei 2010. Het is een bergrit en tevens de koninginnenrit die over 178 km van Bormio naar Ponte di Legno-Tonale zal gaan. Tijdens de etappe bereiken de renners het dak van de Giro: de Gaviapas.

## Uitslagen
| Uitslag etappe | Uitslag etappe   | Uitslag etappe | Uitslag etappe |
| rang           | renner           | land           | tijd           |
| -------------- | ---------------- | -------------- | -------------- |
| 1              | Johann Tschopp   | SUI            | 5u26'47"       |
| 2              | Cadel Evans      | AUS            | +16"           |
| 3              | Ivan Basso       | ITA            | +25"           |
| 4              | Michele Scarponi | ITA            | z.t.           |
| 5              | David Arroyo     | ESP            | +41"           |
| 6              | Vincenzo Nibali  | ITA            | z.t.           |
| 7              | John Gadret      | FRA            | +49"           |
| 8              | Bauke Mollema    | NED            | z.t.           |
| 9              | Daniele Righi    | ITA            | +57"           |
| 10             | Vasil Kirjenka   | BEL            | +1'02"         |

| Algemeen klassement | Algemeen klassement  | Algemeen klassement | Algemeen klassement              | Algemeen klassement |
| rang                | renner               | land                | ploeg                            | tijd                |
| ------------------- | -------------------- | ------------------- | -------------------------------- | ------------------- |
|                     | Ivan Basso           | ITA                 | Liquigas-Doimo                   | 87u23'00"           |
| 2                   | David Arroyo         | ESP                 | Caisse d'Epargne                 | +1'15"              |
| 3                   | Vincenzo Nibali      | ITA                 | Liquigas-Doimo                   | +2'56"              |
| 4                   | Michele Scarponi     | ITA                 | Diquigiovanni-Androni Giocattoli | +2'57"              |
| 5                   | Cadel Evans          | AUS                 | BMC Racing Team                  | +3'47"              |
| 6                   | Richie Porte         | AUS                 | Team Saxo Bank                   | +7'25               |
| 7                   | Aleksandr Vinokoerov | KAZ                 | Astana                           | +7'31"              |
| 8                   | Carlos Sastre        | ESP                 | Cervélo                          | +5'32"              |
| 9                   | Robert Kiserlovski   | CRO                 | Liquigas-Doimo                   | +14'06"             |
| 10                  | Marco Pinotti        | ITA                 | Team HTC-Columbia                | +15'00"             |

## Nevenklassementen
| Puntenklassement | Puntenklassement     | Puntenklassement | Puntenklassement | Puntenklassement |
| rang             | renner               | land             | ploeg            | punten           |
| ---------------- | -------------------- | ---------------- | ---------------- | ---------------- |
|                  | Cadel Evans          | AUS              | BMC Racing Team  | 136              |
| 2                | Aleksandr Vinokoerov | KAZ              | Astana           | 112              |
| 3                | Ivan Basso           | ITA              | Liquigas-Doimo   | 104              |

| Bergklassement | Bergklassement | Bergklassement | Bergklassement        | Bergklassement |
| rang           | renner         | land           | ploeg                 | punten         |
| -------------- | -------------- | -------------- | --------------------- | -------------- |
|                | Matthew Lloyd  | AUS            | Omega Pharma-Lotto    | 56             |
| 2              | Ivan Basso     | ITA            | Liquigas-Doimo        | 41             |
| 3              | Johann Tschopp | SUI            | Bbox Bouygues Télécom | 38             |

| Jongerenklassement | Jongerenklassement | Jongerenklassement | Jongerenklassement | Jongerenklassement |
| rang               | renner             | land               | ploeg              | tijd               |
| ------------------ | ------------------ | ------------------ | ------------------ | ------------------ |
|                    | Richie Porte       | AUS                | Team Saxo Bank     | 87u30'25"          |
| 2                  | Robert Kiserlovski | CRO                | Liquigas-Doimo     | +6'41"             |
| 3                  | Bauke Mollema      | NED                | Rabobank           | +11'44"            |

| Ploegenklassement | Ploegenklassement | Ploegenklassement | Ploegenklassement | Ploegenklassement |
| rang              | ploeg             | land              | tijd              |                   |
| ----------------- | ----------------- | ----------------- | ----------------- | ----------------- |
|                   | Liquigas-Doimo    | ITA               | 261u01'28"        |                   |
| 2                 | Rabobank          | NED               | +24'30"           |                   |
| 3                 | Caisse d'Epargne  | ESP               | +1u04'56"         |                   |

1e etappe ·
2e etappe ·
3e etappe ·
4e etappe ·
5e etappe ·
6e etappe ·
7e etappe ·
8e etappe ·
9e etappe ·
10e etappe ·
11e etappe ·
12e etappe ·
13e etappe ·
14e etappe ·
15e etappe ·
16e etappe ·
17e etappe ·
18e etappe ·
19e etappe ·
20e etappe ·
21e etappe
Startlijst · Eindstanden · Afbeeldingen